# Saïd Mehamha
Saïd Mehamha (Lyon, Francia, 4 de septiembre de 1990), futbolista francés, de origen argelino. Juega de volante y su actual equipo es el Olympique Lyon de la Ligue 1 de Francia. 